# Belgische kampioenschappen atletiek 1970
De Belgische kampioenschappen atletiek 1970 alle Categorieën vonden, voor zowel de mannen als de vrouwen, plaats op 8 en 9 augustus in Brussel.

## Uitslagen
| Atleet               | Prestatie | Onderdeel            | Atlete               | Prestatie |
| -------------------- | --------- | -------------------- | -------------------- | --------- |
| Paul Poels           | 10,4 s    | 100 m                | Francine Van Assche  | 12,1 s    |
| Paul Poels           | 21,5 s    | 200 m                | Francine Van Assche  | 24,6 s    |
| Gaby De Geyter       | 48,5 s    | 400 m                | Annie-Paule Knipping | 57,5 s    |
| Eric Reygaert        | 1.50,7    | 800 m                | Francine Peyskens    | 2.10,8    |
| André Dehertoghe     | 3.51,2    | 1500 m               | Lutgarde Van Brempt  | 4.46,4    |
| Miel Puttemans       | 14.01,0   | 5000 m               | -                    | -         |
| Erik Gyselinck       | 29.45,4   | 10.000 m             | -                    | -         |
| -                    | -         | 100 m horden         | Roswitha Emonts-Gast | 14,7 s    |
| Wilfried Geeroms     | 14,5 s    | 110 m horden         | -                    | -         |
| -                    | -         | 200 m horden         | Rosika Verberckt     | 28,2 s    |
| Theo Van Moer        | 54,0 s    | 400 m horden         | -                    | -         |
| Paul Thys            | 8.51,2    | 3000 m steeple       | -                    | -         |
| Freddy Herbrand      | 2,00 m    | hoogspringen         | Rita Vanherck        | 1,69 m    |
| Robert Jacqmain      | 4,60 m    | polsstokhoogspringen | -                    | -         |
| Yves Theisen         | 7,31 m    | verspringen          | Monique Vanherck     | 6,03 m    |
| Leopold Van Hamme    | 14,05 m   | hink-stap-springen   | -                    | -         |
| Bertrand De Decker   | 16,24 m   | kogelstoten          | Helga Deprez         | 12,24 m   |
| Georges Schroeder    | 53,16 m   | discuswerpen         | Maggy Wauters        | 46,96 m   |
| Louis Fortamps       | 63,80 m   | speerwerpen          | Leen Wuyts           | 40,44 m   |
| Eddy Van den Bleeken | 54,14 m   | hamerslingeren       | -                    | -         |

1889 · 
1890 · 
1891 · 
1892 · 
1893 · 
1894 · 
1895 · 
1896 · 
1897 · 
1898 · 
1899 · 
1900 · 
1901 · 
1902 · 
1903 · 
1904 · 
1905 · 
1906 ·
1907 ·
1908 · 
1909 · 
1910 · 
1911 · 
1912 · 
1913 · 
1914 · 
1919 · 
1920 · 
1921 · 
1922 · 
1923 · 
1924 · 
1925 · 
1926 · 
1927 · 
1928 · 
1929 · 
1930 · 
1931 · 
1932 · 
1933 · 
1934 · 
1935 · 
1936 · 
1937 · 
1938 · 
1939 · 
1940 · 
1941 · 
1942 · 
1943 · 
1944 · 
1945 · 
1946 · 
1947 · 
1948 · 
1949 · 
1950 · 
1951 · 
1952 · 
1953 · 
1954 · 
1955 · 
1956 · 
1957 · 
1958 · 
1959 · 
1960 · 
1961 · 
1962 · 
1963 · 
1964 · 
1965 · 
1966 · 
1967 · 
1968 · 
1969 · 
1970 · 
1971 · 
1972 · 
1973 · 
1974 · 
1975 · 
1976 · 
1977 · 
1978 · 
1979 · 
1980 · 
1981 · 
1982 · 
1983 · 
1984 · 
1985 · 
1986 · 
1987 · 
1988 · 
1989 · 
1990 · 
1991 · 
1992 · 
1993 · 
1994 ·
1995 · 
1996 · 
1997 · 
1998 · 
1999 · 
2000 · 
2001 · 
2002 · 
2003 · 
2004 · 
2005 · 
2006 · 
2007 · 
2008 · 
2009 · 
2010 · 
2011 · 
2012 · 
2013 · 
2014 · 
2015 · 
2016 · 
2017 · 
2018 · 
2019 · 
2020 · 
2021 · 
2022 · 
2023 · 
2024